# 방패자리 델타형 변광성
방패자리 델타 변광성(Delta Scuti variable, 왜소세페이드)은 항성 표면의 방사형맥동 및 비방사형맥동으로 인해 밝기가 변하는 항성이다. 이들의 밝기는 겉보기 등급 기준 0.003 ~ 0.9의 진폭을 보이며, 밝기가 변하는 주기는 수 시간 정도이다. 그러나 밝기가 요동치는 진폭 및 주기는 매우 다양하다. 헤르츠스프룽-러셀 도표상에서 방패자리 델타 변광성이 위치하는 장소는 분광형 A0에서 F5에 이르는 주계열성 및 거성들이다.
표면에 헬륨이 풍부하다. 헬륨이 뜨거워지며 이온화를 하면 불투명해진다. 이로 인해 어두워지게 된다. 이온화가 더 이루어지면 빛의 탈출을 막게 되고, 막혀진 빛들로부터 나온 에너지가 헬륨을 더욱 뜨겁게 만든다. 이로 인해 항성이 팽창하고 더욱 이온화 되면서 완전히 이온화가 된다. 완전히 이온화가 됨으로써 투명해지게 되고 다시 헬륨의 온도는 낮아지고 수축하게 된다. 이로 인해 다시 헬륨이 뜨거워지고 이것이 계속 순환하게 된다.
방패자리 델타 변광성은 맥동하고 있을 때에는 세페이드 불안정 띠에 속해있다가 주계열로 이동한다.
이 특징을 보이는 변광성 중 대표격인 존재는 방패자리 델타별로, 밝기가 4.65일 주기로 4.60에서 4.79등급까지 변한다. 현재 알려져 있는 같은 종류의 변광성으로는 데네볼라, 카시오페이아자리 베타가 있다. 베가는 방패자리 델타 변광성일 가능성이 있으나, 검증되지는 않았다.